# Живагін Ігор Федорович
Живагін Ігор Федорович (24.06.1950 — 1.07.1997), поет-лірик, майстер спорту з шахів, керівник видавництва «Льонок».

### Життя і творчість
Ігор Федорович Живагін народився 24 червня 1950 року в м. Верхотур'є Свердловської області (нині Єкатеринбурзької) в сім'ї службовців. Дитячі і шкільні роки минули на Північному Кавказі в місті Орджонікідзе (Владикавказ), а з 1972 року постійно проживає в Житомирі.
Перші вірші почав писати в шкільні роки. Для глибшого пізнання краси, величі і глибини рідної мови, у 1973 році закінчив філологічний факультет Житомирського педагогічного інституту (нині — Житомирський державний університет імені Івана Франка). Працював на виробництві і на педагогічній роботі, був кандидатом у майстри спорту з шахів, народним депутатом, керівником редакційно-видавничого колективу «Льонок» (1993 р., м. Житомир).
Високий ступінь любові — любов до поліського краю, природи, землі, її людей, яким особливо щедро і самобутньо автор віддає свої почуття (поезії «Хлеборобу», «Полесье»). Серце поета завжди відгукувалось на біль і радість нашого часу, — страждало про ветеранів Другої світової та афганської воєн, подій чорнобильської трагедії, не залишалося байдужим до всього того, що відбувається в сферах його життя і творчості, тому і здобув любов і повагу оточуючих. Він дуже любив місто, в якому прожив другу частину свого недовгого життя: «Я ранковий Житомир обожнюю, йому віддам тепло душі своєї».
Таким чином, творчість Ігоря Живагіна умовно можна розділити на два етапи: в одному він виступає як поет-лірик, в іншому — як поет громадянин.
За життя Ігоря Живагіна вийшли збірки його віршів: «Осенний поцелуй» (1993 р.), «Во имя любви» (1994 р.), «Глазами блаженной души» (1996 р.), «Под вечным куполом небес» (1996 р.), «Агония любви» (1997 р.), крім того, —  численні публікації в кращих житомирських часописах. 1995 року І. Живагіна було прийнято до Житомирської обласної організації Спілки письменників України.
Остання збірка — «Прикосновенье» побачила світу 2010 року, через 12 років після смерті поета.
В поезії Ігоря Живагіна  втілена висока гамма почуттів, переживань і страждань людської душі, світло любові і печалі, краси і надії. Жіночий образ, що народжується із сплетіння особистого досвіду з внутрішніми переживаннями, досягає відповідного впливу на читача, наповнює душі людей тими високими почуттями, які і допомагають піднятися над сірим буденням, згадати про свої найкращі якості, звернути увагу на те добре і прекрасне, що є в кожній людині.

#### Книги Ігоря Живагіна
Живагин И. Ф. Агония любви / И. Ф. Живагин ; худож. оформ. Ю. Д. Дубинина, Ю. Д. Рудевича. — Житомир: Льонок, 1997. — 94 с. : портр., іл. — ISBN 966-541-050-4.
Живагин И. Ф. Во имя любви / И. Ф. Живагин ; худож. Ю. Бирюков. — Житомир: Ленок, 1994. — 78 с. : 1 портр., іл. — ISBN 5-7707-5657-8.
Живагин И. Ф. Глазами блаженной души / И. Ф. Живагин ; худож. оформ. Ю. И. Бирюкова. — Житомир: Ленок, 1995. — 82 с. : портр., іл. — ISBN 5-7707-6957-2.
Живагин И. Ф. Под вечным куполом небес / И. Ф. Живагин ; худож. оформ. Ю. А. Дубинина. — Житомир: Ленок, 1996. — 87 с. — ISBN 5-7707-9569-7.
Живагин И. Ф. Прикосновение: стихи / И. Ф. Живагин ; сост. Е. Р. Тимиряев ; худож. К. Ускова. — Житомир: Полісся, 2010. — 95 с. — ISBN 978-966-655-510-9.
Живагін І. Ф. Очима чуткої душі: поезії / Ігор Живагін ; у пер. з рос. Івана Сльоти ; [передм. Михайла Клименка ; прередм. пер. Івана Сльоти]. — Житомир: Полісся, 2004. — 79, [1] с. : портр. — ISBN 966-655-079-2.

#### Твори у збірниках
Живагин И. [Стихи] / И. Живагин // Парк Шодуара : поетична антологія рідного краю / уклад. В. Бендерська [та ін.]. – Житомир : О. О. Євенок, 2018. – С. 184-185.
Про життя та творчість Ігоря Живагіна
Антоненко Л. «Во имя любви я согласен на все...» : [про творчість І. Живагіна] / Л. Антоненко // Вечерний Житомир. – 2007. - 5 июля (№ 27). – С. 7.
Галич В. Памяти житомирского Поэта : [Игоря Живагина] / В. Галич // Панорама. – 1999. - 1июля (№ 26). – С. 7.
Клименко М. Слово про автора / М. Клименко // Живагин И. Ф. Под вечным куполом небес / И. Ф. Живагин. — Житомир: Ленок, 1996. –С. 5.
Пам'яті друга, побратима, поета від Бога: [до 65-річчя від дня народж. Ігоря Живагіна // Эхо. — 2015. — 16-22 июля (№ 29). — С. 24.
Сандалюк А. Александр Блок как паттерн и идеал в творчестве Игоря Живагина / А. Сандалюк // Полілог: наук.-публіц. студ.-вик. зб. — 2014. — N 2. — С. 70-73. — Бібліогр.: в кінці ст. — ISSN 2311—1844.
Сандалюк А. Особенности художественного перевода поэзии Игоря Живагина на украинский язык Ивана Слеты / А. Сандалюк // Полілог: наук.-публіц. студ.-вик. зб. — 2015. — N 3. — С. 73-75. — Бібліогр.: в кінці ст. — ISSN 2311—1844.
Сандалюк О. А. Лірика Ігоря Живагіна: особливості поетики: монографія / О. А. Сандалюк. — Житомир: О. О. Євенок, 2019. — 84 с. — Бібліогр.: с. 82-84. — ISBN 978-617-7752-14-0.
Світлояр Г. Останній «поетичний поцілунок» Ігоря Живагіна : [представлення нової кн. І. Живагіна «Прикосновение» на вечорі пам'яті] / Г. Світлояр // Житомирщина. - 2010. - 20 лип. (№ 77). - С. 5.
Сльота І. Від автора перекладу: або з чого все починалось / І. Сльота // Живагін І. Ф. Очима чуткої душі: поезії / Ігор Живагін ; у пер. з рос. Івана Сльоти. — Житомир: Полісся, 2004. — С. 4-9.
Шмалюк А. Памяти Игоря Живагина / А. Шмалюк // Пам'яті Ігоря Живагіна : [буклет : до 50-річчя від дня народж.] / уклад. Є. Р. Тіміряєв, Т. В. Щербина. – Житомир : Солярис, 2000.